# Manson (krater)
Manson – krater uderzeniowy w pobliżu miejscowości Manson, w stanie Iowa, w USA. Krater ten jest zupełnie niewidoczny na powierzchni: przykryty jest gliną zwałową z okresu zlodowacenia, a powierzchnia jest obecnie w tym miejscu płaska.

## Pochodzenie i wiek
Obecnie rozpoznawalna struktura krateru ma średnicę ok. 35 km. Krater powstał ok. 74 miliony lat temu (kreda), prawdopodobnie w wyniku uderzenia meteorytu kamiennego (chondrytu) o średnicy ok. 2 km. Wstępne oszacowania wieku krateru plasowały go na granicy kredy i paleogenu, co sugerowało związek z wymieraniem kredowym co przyczyniło się do dużego zainteresowania tą strukturą. Obecnie wiadomo, że powstał on za wcześnie, aby mieć związek z wymieraniem.

## Historia badań
Anomalię geologiczną pod miastem Manson wykryto już w 1912 roku, stwierdzając, że woda wydobywana spod ziemi jest w tym rejonie nietypowo miękka jak na stan Iowa, a skały krystaliczne leżą tu zaledwie 380 m pod powierzchnią ziemi (wiercono w obszarze wyniesienia centralnego). Do badań krateru używane były rozmaite metody geologiczne i geofizyczne, począwszy od odwiertów, poprzez grawimetrię i magnetometrię, a skończywszy na sejsmice.